# 黒澤亜里子
黒澤 亜里子（くろさわ ありこ、1952年9月21日 - ）は、日本近代文学の研究者、フェミニスト、沖縄国際大学教授。

## 人物・来歴
栃木県出身。早稲田大学文学部日本文学専攻卒、法政大学大学院文科学研究科日本文学専攻博士後期課程修了。94年「田村俊子研究: 「両性の相剋」という主題をめぐって」で文学博士。『女の首』で高村光太郎と妻智恵子の関係を問い、これまで悲劇と見られてきた智恵子の狂気の原因を光太郎自身に求めて話題を呼んだ。その後沖縄国際短期大学に勤務し沖縄国際大学教授。宮本百合子、尾崎翠などを研究し、沖縄の米軍基地問題についても積極的に発言する。

## 著書
- 『女の首 逆光の智恵子抄』ドメス出版 1985、学陽書房女性文庫 1997

### 編著
- 編『沖国大がアメリカに占領された日 8・13米軍ヘリ墜落事件から見えてきた沖縄/日本の縮図』青土社 2005
- 『宮本百合子と湯浅芳子 往復書簡』翰林書房 2008
- 『田村俊子全集』復刻・全9巻、長谷川啓共監修、ゆまに書房, 2012-2017
- 大野隆之『沖縄文学論 大城立裕を読み直す』葛綿正一・田場裕規・山口真也共編、編集工房東洋企画, 2016.3

## 論文
- ＜黒澤亜里子